# Diores immaculatus
Diores immaculatus es una especie de araña del género Diores, familia Zodariidae. Fue descrita científicamente por Tullgren en 1910.
Habita en Tanzania.